# Clouseau
Клузо́ (нидерл. Clouseau) — бельгийская поп-группа, которая добилась успеха в Бельгии и Нидерландах с момента своего основания в 1984 году. Группа была основана Бобом Савенбергом и состоит из музыкантов-братьев Куна и Криса Ваутерсов. Группа Клузо на протяжении многих лет исполняла хиты, среди которых «Daar gaat ze» («Вот она идёт»), «Anne» («Анна»), «Passie» («Страсть»), «Vonken en vuur» («Искры и пламя») и «Nobelprijs» («Нобелевская премия»). Их наиболее известным хитом является «Daar gaat ze», хит № 1 в Бельгии в 1990 году. Этот хит также записан на английском языке как «Close Encounters». Помимо нескольких англоязычных песен в 90-х, репертуар Клузо в основном на нидерландском языке.

## История

### 1984—1990
В 80-х годах основатель группы Боб Савенберг был диджеем на пиратском радио «Ро» в Синт-Генезиус-Роде, и так как это было незаконно в то время, он вел программу под псевдонимом Клузо, взятым из известной в то время серии фильмов «Розовая пантера». Боб смог подражать почти идеально персонажу инспектора Клузо и назвал свою новую группу в его честь.
Первоначально группа Клузо выступала только на местных площадках. Лидер-вокалист, Кун Ваутерс вскоре покинул группу, чтобы выступать с другими музыкантами, но в 1987 году его убедили вернуться.
В том же году группа имела успех на фестивале Marktrock в Левене (Бельгия). Её первый сингл «Brandweer» («Пожарники», также каламбур, который можно интерпретировать как «снова горит») был продан в количестве 427 экземпляров. Телевизионный дебют группы последовал в ноябре того же года. В 1989 году популярность группы Клузо взлетела до небес, и группа выпустила свой первый альбом «Hoezo?» (А как же?).
В 1990 году хит «Daar gaat ze» (Вот она идет) возглавил чарты синглов как в Бельгии, так и в Нидерландах. В последующие годы у группы появилосьеще несколько хитов.
В октябре 1990 года вышел в свет второй альбом группы — «Of Zo…» (Или так…).

### 1991—1999
Осенью 1991 года группа выпустила свой первый англоязычный альбом: «Close Encounters» (перевод их хит «Daar gaat ze») и имела успех в Германии. Нидерландские и фламандские фанаты были недовольны, что Кун Ваутерс поет на иностранном языке, и вместо англоязычного альбома покупали концертный альбом, который был выпущен в тот период.
В 1992 году группа Клузо выпустила альбом «Doorgaan» (Продолжать) на нидерландском языке. В то же время она поддержала шведскую группу Roxette в их европейском туре, исполнив материал «Close Encounters». Roxette выступала в Австрии, Швейцарии и Германии.
Второй англоязычный альбом «In every small town» был записан в Лос-Анджелесе в 1993 году. Тем не менее, альбом провалился, не получив должного внимания за пределами стран Бенилюкса. С тех пор группа воздерживается от производства музыки на английском языке (за исключением отдельных синглов, например, «Weather With You» (кавер Crowded House) в 2000 году).

### 2000
В 2001 году группа Клузо выпустила диско-ориентированный альбом «En Dans» («И танцуй»). Дизайн был разработан бельгийском певцом и телеведущим Марселем Вантильтом и заглавный трек «En Dans» стал хитом. Пока фанаты ждали нового материала, Кун и Крис вели передачу Idool 2003 года (бельгийская версия «Поп айдол»).
С 2002 года группа Клузо проводит ежегодно рождественские шоу в концертном зале Sportpaleis в Антверпене, одном из самых больших концертных залов в Бельгии. Эти концерты пользуются успехом: ежегодно билеты распроданы заранее и с каждым годом количество концертов превосходит количество в предыдущем году. С 2002 по 2007 Клузо выступала более чем 70 раз в концертном зале Sportpaleis.
В 2007 году Клузо отпраздновала свое 20-летие выпуском альбома «Braveau Clouseau». На этом альбоме известные нидерландский и фламандские артисты Марко Борсато, Наталия Дрейтс, Барт Пеетерс, Вилл Тюра и Хельмут Лотти записали известные хиты Клузо.
В 2009 году группа выпустила про-бельгийскую песню, посвященную спорам между фламандцами и валлонами «Leve België» («Да здравствует Бельгия») что оказалось новинкой во фламандской коммерческой популярной культуре. 
В конце декабря 2010 года Кун и Крис объявили, что хотели бы сделать перерыв и только в 2013 году группа выпустила новый альбом «CLOUSEAU»
После их возвращения группа выпускала еще несколько альбомов, таких как «Clouseau danst» (Клузо танцует) в 2016 году, «Clouseau 30» в 2017 году и «Tweesprong» (Перекрёсток) в 2019 году.

## Состав группы
В 1984 году в оригинальный состав группы входили основатель Боб Савенберг, братья Кун и Крис Ваутерс, Тьен Бергманс и Карел Тейс. В 1990 году Боб, Кун и Крис уже понимали, что Тьен больше не подходит группе, и в конце концов его уволили. В марте 1991 года Карел Тейс также покинул группу, оставив Клузо в составе трех участников.
Основатель группы Боб Савенберг ушёл из группы в 1996 году. В настоящее время Боб Савенберг работает менеджером с начинающими артистами. Несмотря на несколько изменений в составе, братья Крис и Кун Ваутерс продолжают выступать с группой.

## Участие в Евровидении
В 1989 году группа Клузо участвовала в бельгийском предварительном отборе для Евровидении с песней «Anne» (Анна). Группа Клузо заняла второе место в конкурсе, но «Anne» стала большим хитом в Бельгии и также была популярной в Нидерландах. 
В 1991 году успех Клузо был настолько велик во Фландрии и Нидерландах, что они пытались прорваться на зарубежную сцену. Более того, руководство бельгийского телевидения BRTN было очень амбициозным и мечтало о второй бельгийской победе на Евровидении и поэтому было решено отправить самую популярную группу этого момента — Клузо. Группа Клузо вне конкурса была отправлена на Евровидение, чтобы представлять Бельгию. Но группа не пошла дальше шестнадцатого места. Их песня «Geef het op» («Брось»), получила всего 23 балла.